# Luis Santacruz
Luis Santacruz Echeverri (Colombia,1954), conocido como "Lucho" Santacruz, es un narcotraficante colombiano.
Exmiembro del Cartel de Cali, del que era coordinador de operaciones en Miami.
Fue arrestado en junio de 1987 en Chicago, y condenado a 23 años de prisión en una corte federal estadounidense por narcotráfico, en septiembre de 1990, siendo uno de los primeros capos del Cartel en ser encarcelados. La prensa estadounidense y colombiana lo considera medio hermano del narcotraficante José "Chepe" Santacruz.

## Biografía

### Trayectoria criminal
Santacruz vivía en Miami desde 1983, y era el encargado de coordinar las operaciones del Cartel en la ciudad. Fue capturado en un mercado de verduras de Chicago en 1987 por tráfico de cocaína y lavado de activos. En septiembre de 1990 un juez federal de Miami condenó a Santacruz a 23 años de prisión.
Según los medios estadounidenses y colombianos, Santacruz pasó a ser conocido en 1996 como "El Rey de la cocaína", tras la muerte de José Santacruz Londoño, que en su momento se decía era su medio hermano, información que luego se corroboró y confirmó.
En 2009 fue capturado nuevamente por tráfico de cocaína hacia los Estados Unidos, siendo detenido el 29 de septiembre, en Santo Domingo, República Dominicana; país donde residía meses atrás de su captura y donde estaba adelantando operaciones criminales.